# Aston Martin Vantage (2017)
Der Aston Martin Vantage ist ein seit 2017 gebauter Sportwagen des britischen Automobilherstellers Aston Martin. Er setzt die 2005 neu begonnene Reihe von geschichtlichen Modellen mit dem Namen Aston Martin Vantage fort. Am 12. Februar 2024 wurde ein Facelift-Modell – zusammen mit den neuen GT3- und F1-Rennwagen – präsentiert. Während der Vantage (2005) noch auf der VH-Plattform basierte, die die Modelle von 2003 bis 2016 prägte, steht der Vantage (2017) wie auch das Facelift-Modell (2024) auf der neuen, vom DB11 abgeleiteten Plattform. Der neue Vantage stellt namentlich die Fortsetzung der 2005 begonnenen Reihe von Vantage-Modellen dar. Traditionell stellen die Vantage-Modelle die Sportmodelle im Hause Aston Martin dar, während die GT-Modelle mit DB bezeichnet werden, wobei DB für David Brown steht. Beim DB7, der neben dem Vanquish V12 einige Jahre das einzige Modell darstellte, wurde diese Bezeichnung vermischt. Die Sechszylindermodelle werden als DB7 bezeichnet (manchmal zur Unterscheidung mit dem Zusatz „i6“), das Zwölfzylindermodell trug dann den Namen DB7 Vantage, obwohl der DB7 den Gran-Turismo-Modellen zuzuordnen ist und im DB9 seine Fortsetzung fand. Seit der Einführung des Vantage V8 (2005) und des DB9 (2004, ausschließlich mit V12) besteht die strikte Trennung, wobei der Vantage (2017) auch mit dem legendären 5,9-Liter-Zwölfzylinder der VH-Era erhältlich war.

## Modellgeschichte
Erstmals öffentlich gezeigt wurde das Fahrzeug auf der LA Auto Show 2017. Die Auslieferung des Nachfolgers des gleichnamigen Aston Martin Vantage begann im Mai 2018. Das auf eine Stückzahl von 200 begrenzte Sondermodell Vantage AMR wurde im Mai 2019 präsentiert. Fotos eines Prototyps der Roadstervariante wurden im Herbst 2019 veröffentlicht; die des ungetarnten Serienfahrzeugs folgten im Februar 2020. Die formelle Premiere des Roadsters vor Publikum sollte auf dem Genfer Auto-Salon 2020 stattfinden, der aber wegen der COVID-19-Pandemie abgesagt wurde.
Der Vantage (2017) war – wie auch schon das Vorgängermodell – ab 2022 auch mit einem Zwölfzylinder erhältlich und wird mit diesem als Aston Martin Vantage V12 bezeichnet. Die modellgepflegte Version ist wie das große GT-Schwestermodell DB12 nicht mehr mit einem V12 erhältlich. Beide Modelle werden daher mit einem V8 angetrieben, dessen Basis weiterhin von Mercedes-AMG stammt und der von Aston Martin umfassend überarbeitet wird. Den Vantage und den teureren DB12 trennen dabei nur 15 PS. Aston Martin hat sich aber nicht zur Gänze vom Zwölfzylinder verabschiedet, sondern verbaut dieses Triebwerk weiterhin, allerdings ist es nun dem in Serie gebauten Spitzenmodell Vanquish vorbehalten, der ebenfalls – nun in dritter Auflage – seit 2024 erhältlich ist.

## Fahrzeugcharakteristika
Der Aston Martin Vantage basiert auf der neuen Plattform, auf der auch der DB11 aufbaut. Im Innenraum werden Comand-Infotainmentsysteme von Mercedes-Benz verbaut. Äußerlich nimmt der Vantage die Formgebung von DB10 und DB11 auf.
Angetrieben wird der Vantage V8 von dem von AMG beigesteuerten Vierliter-V8-Ottomotor mit Biturboaufladung das Baumusters M 177. Dieser leistet wie im Mercedes-AMG GT S maximal 375 kW (510 PS) und beschleunigt das Coupé in 3,6 Sekunden von 0 auf 100 km/h. Die Höchstgeschwindigkeit liegt bei 314 km/h. Über ein nach dem Transaxle-Prinzip eingebauten, von ZF zugelieferten Achtstufen-Automatikgetriebe wird die Motorleistung an die Hinterräder geleitet. Der Roadster mit demselben Antriebsstrang benötigt von 0 auf 100 km/h eine Zeit von 3,8 s. Die Höchstgeschwindigkeit ist auf 305 km/h reduziert. Das Stoffverdeck benötigt zum Öffnen 6,7 s und zum Schließen 6,8 s.
Das Sondermodell Vantage AMR hat ein Siebengang-Schaltgetriebe, das von der italienischen Getriebeherstellerfirma Dana Graziano entwickelt wurde. Am Schalthebel sind die Gänge nach dem Dog-Leg-Schaltschema angeordnet, das heißt die ungeraden Gänge sind in der Schaltgasse hinten.

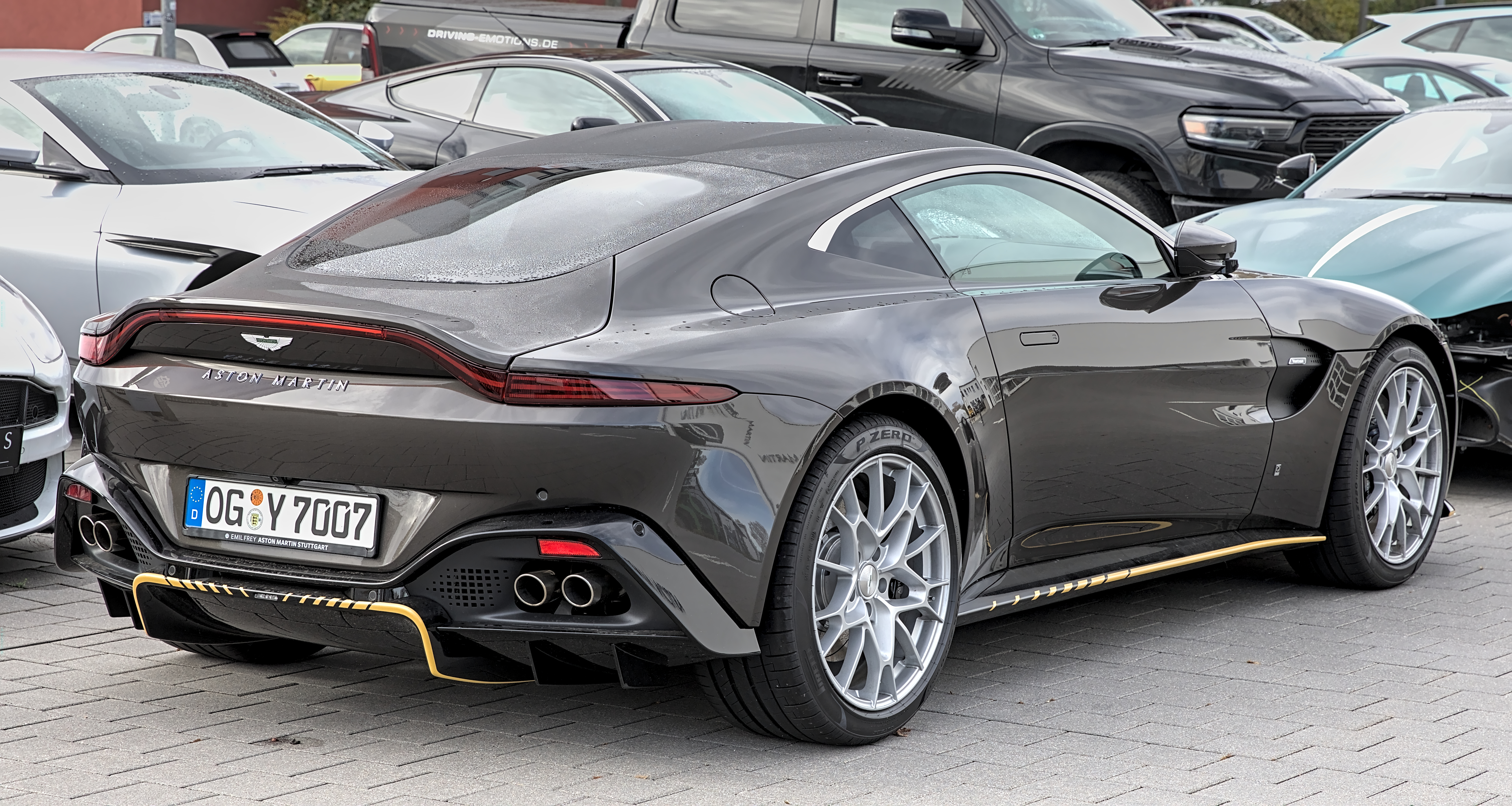
Vantage V8 (2017–2024, Heckansicht)
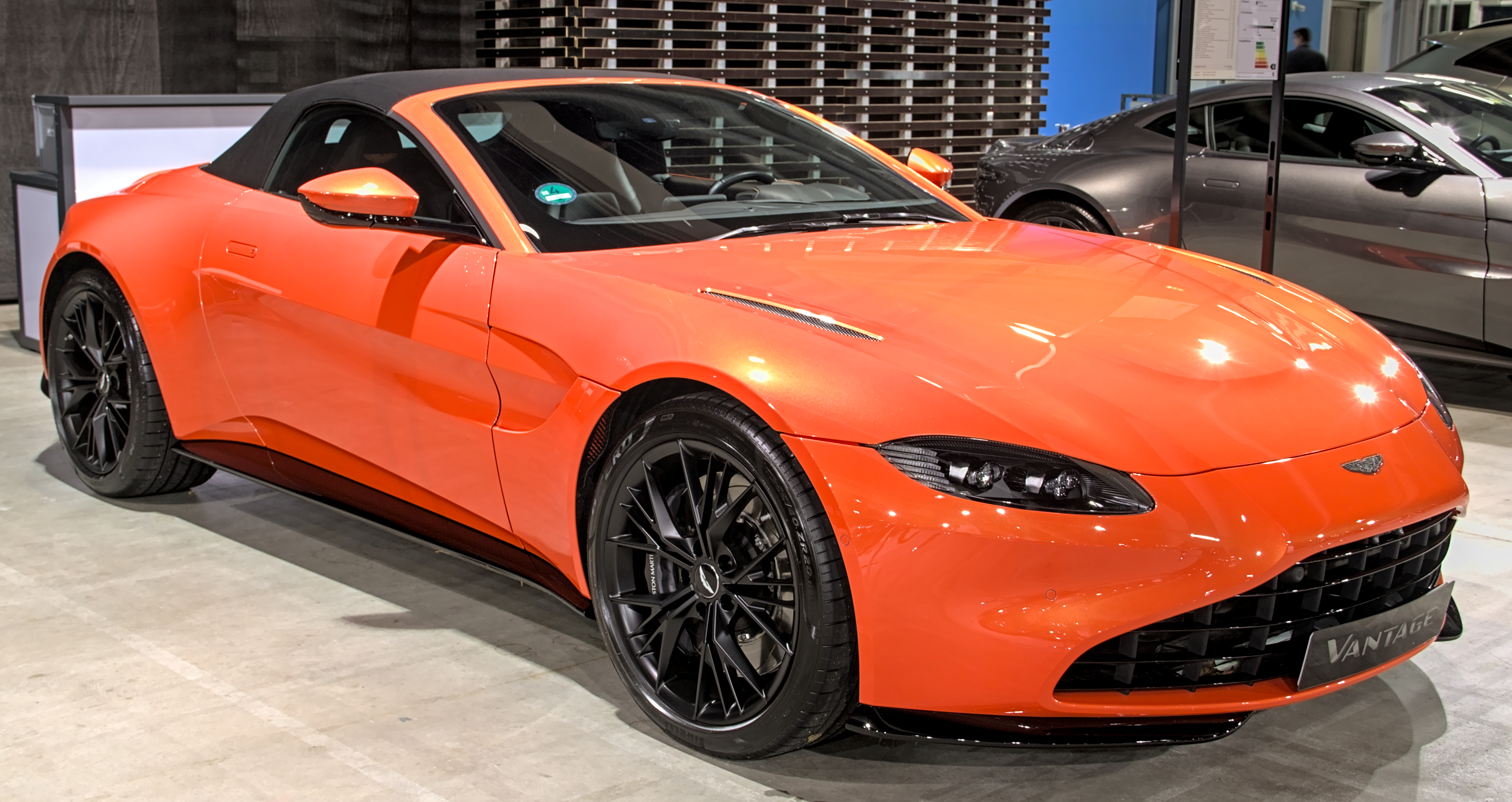
Vantage V8 Roadster (2020–2024)

## Sondermodelle und V12-Modelle

### Vantage F1 Edition
Im März 2021 präsentierte Aston Martin das leistungsgesteigerte Sondermodell F1 Edition; sowohl als Coupé als auch als Roadster. Es basiert auf dem erstmals in der Formel-1-Weltmeisterschaft 2021 eingesetzten Safety Car des Herstellers. Im Vergleich zum normalen Vantage verfügt die F1-Edition über einen feststehenden Heckspoiler und einen größeren Frontsplitter, womit bis zu 200 kg mehr Abtrieb generiert werden sollen. Das Fahrwerk und die Lenkung wurden moderat überarbeitet, serienmäßig sind 21 Zoll große Felgen – anstelle der 20 Zöller des Standardmodells – montiert, wiederum mit Pirelli-P-Zero-Bereifung in Aston-Martin-Kennung. Die Leistung stieg moderat von 375 kW (510 PS) auf 393 kW (535 PS) bei identischem Drehmoment von 685 Nm. Die Keramik-Bremsanlage ist hier serienmäßig. Nebst Schwarz und Weiß steht nur Racing-Grün für die Außenlackierung zur Wahl. Als Basispreis werden 162.000 Euro fürs Coupé genannt. Im Mai 2021 begannen die Auslieferungen des Fahrzeugs.

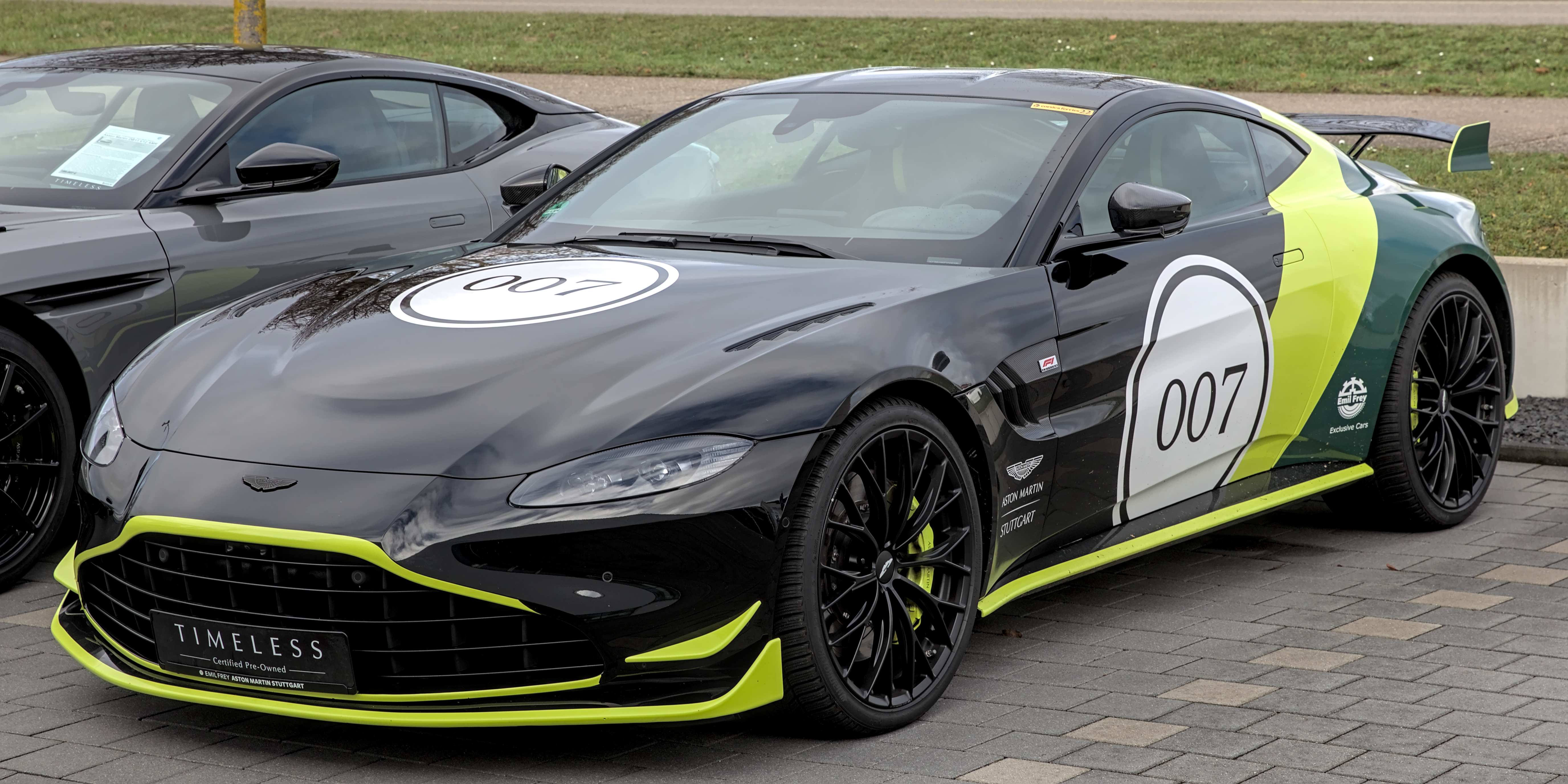
Vantage V8 F1 Edition (Frontansicht)
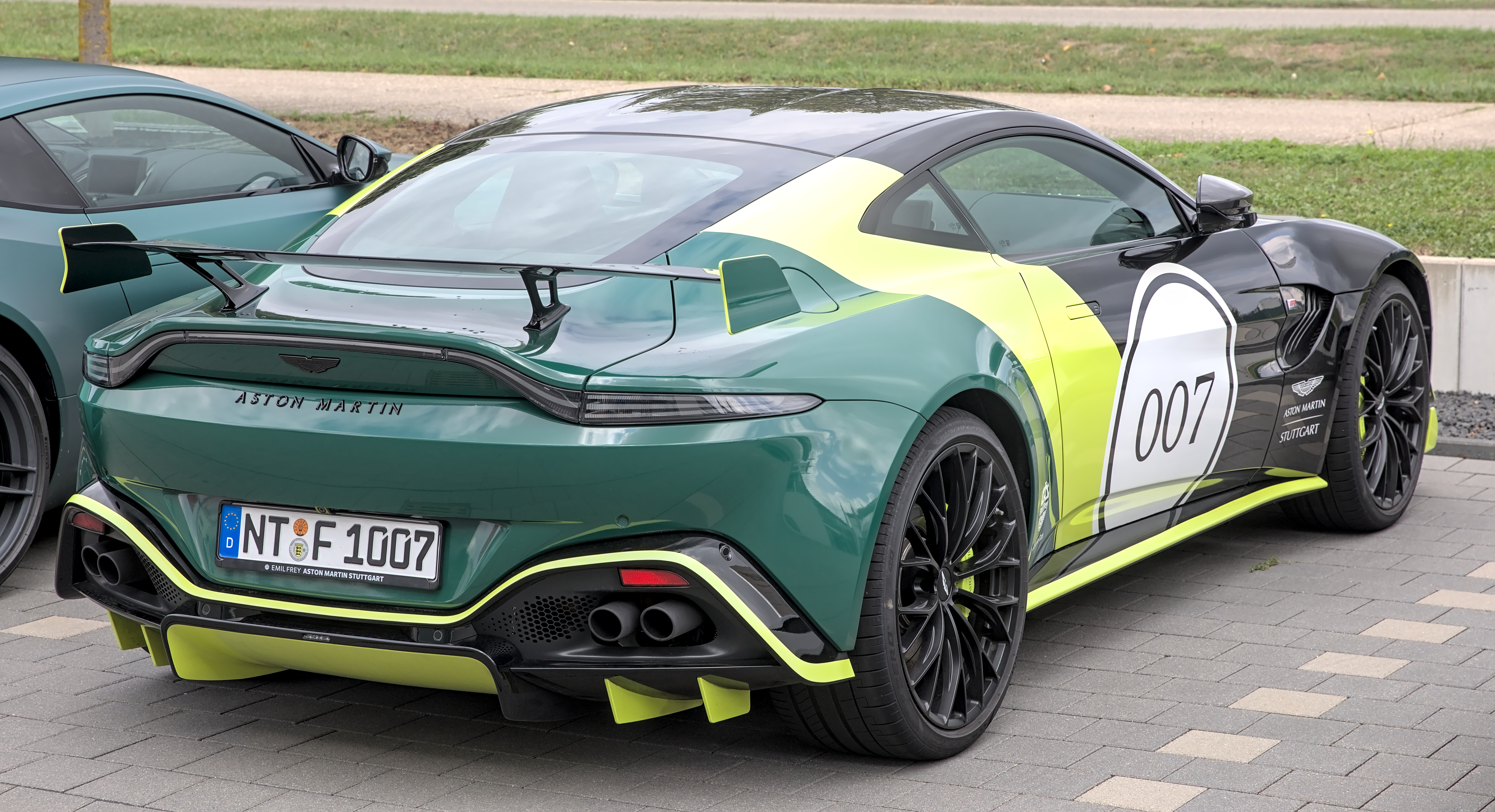
Vantage V8 F1 Edition (Heckansicht)
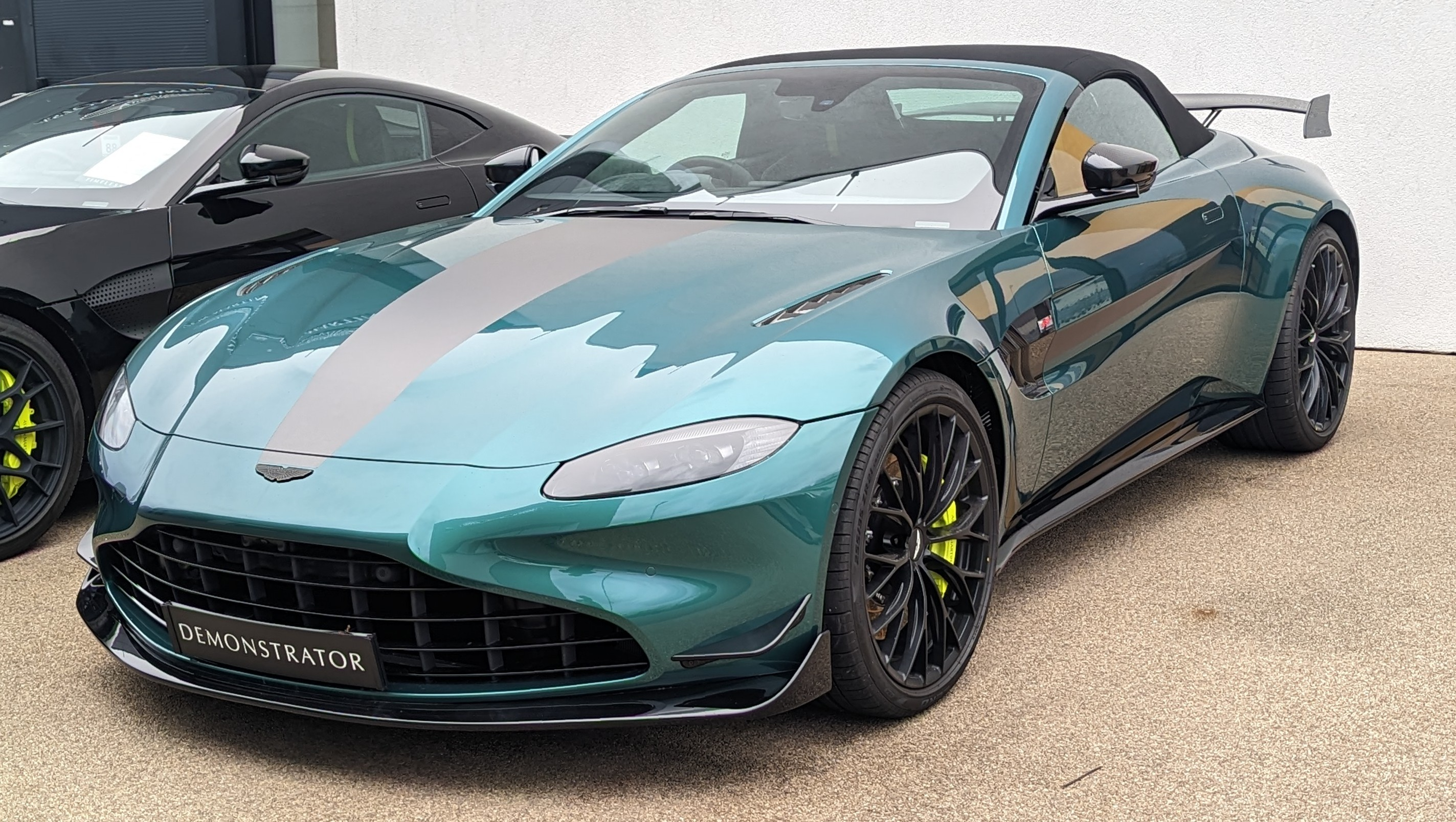
Vantage V8 F1 Edition Roadster (Frontansicht)

### Vantage V12
Wie schon beim Vorgängermodell gibt es den Vantage auch wieder mit einem V12-Ottomotor. Dieser ist nun aber auf 333 Exemplare als Coupé und 249 Exemplare als Roadster limitiert und war jeweils binnen weniger Stunden ausverkauft. Das Coupé wurde im März 2022 und der Roadster im August 2022 vorgestellt. Der V12 hat den gleichen 5,2-Liter-Motor wie der 2020 vorgestellte Aston Martin V12 Speedster. Er ist 515 kW (700 PS) stark und beschleunigt das Fahrzeug in 3,5 s auf 100 km/h. Die Höchstgeschwindigkeit gibt Aston Martin mit 322 km/h an.

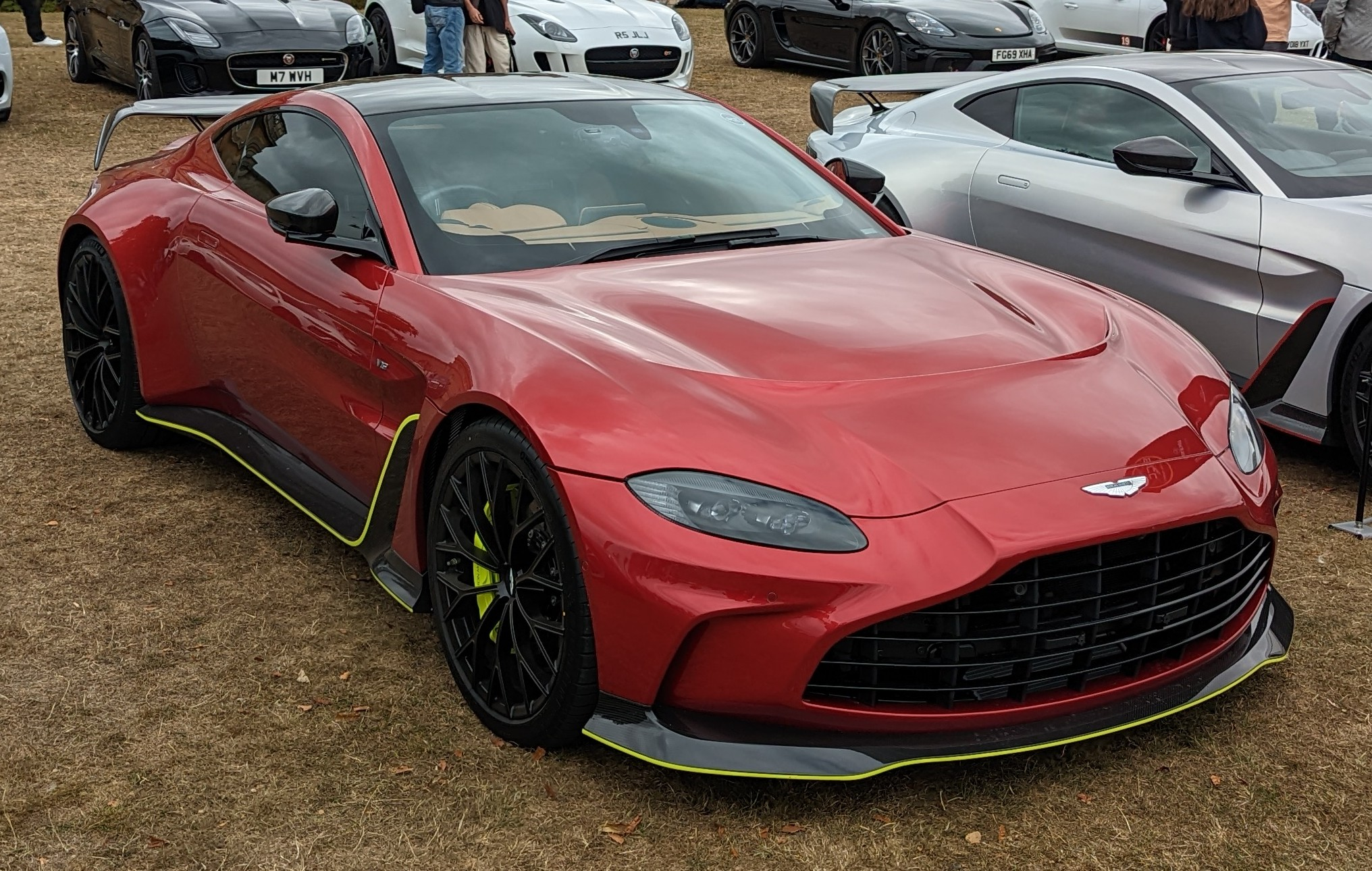
Vantage V12 (Frontansicht)
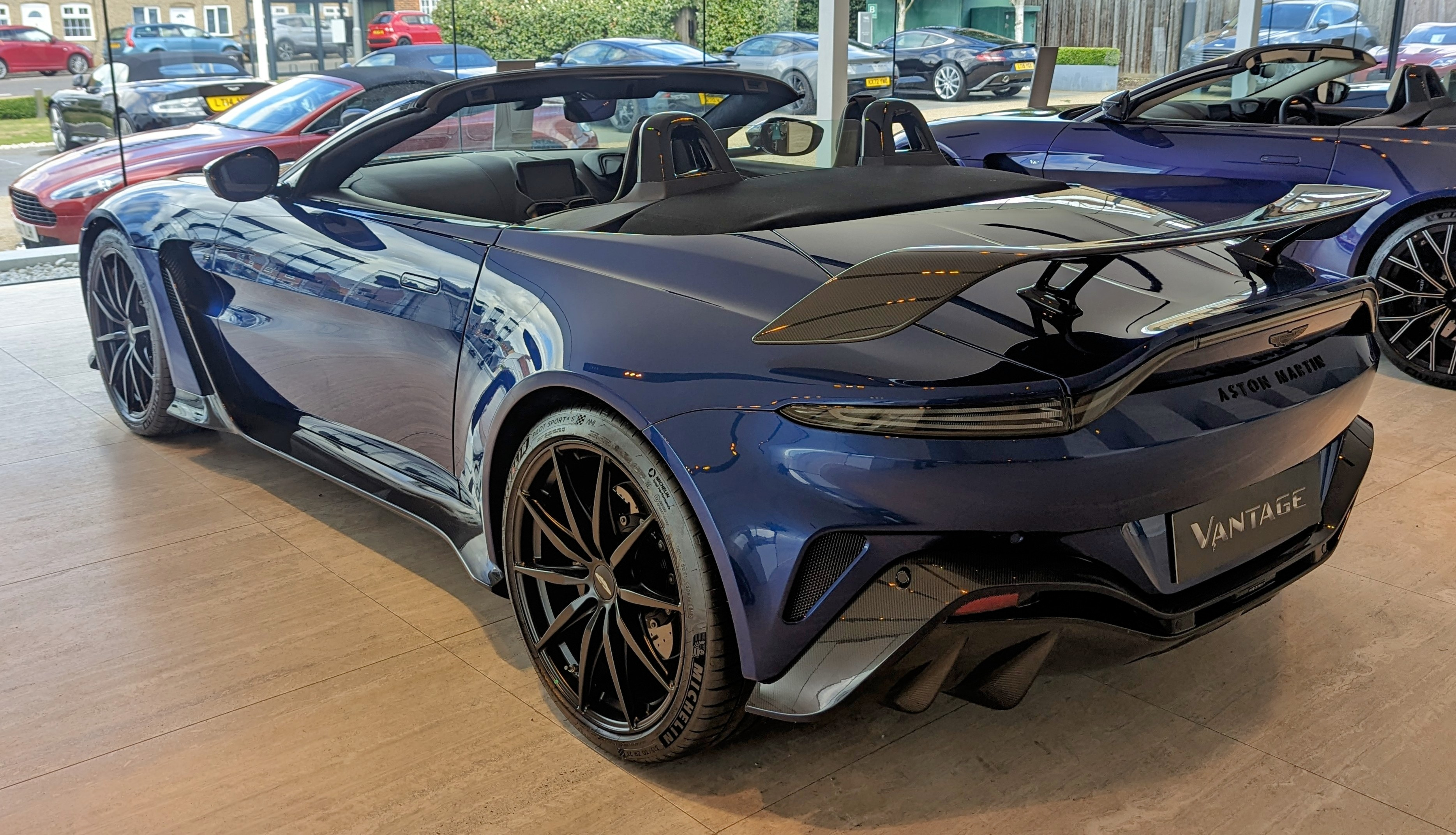
Vantage V12 Roadster (Heckansicht)

### Valour
Auf Basis des Vantage V12 entwickelte Aston Martin das Sondermodell Valour, auf 110 Stück limitiert, passend zum 110. Markengeburtstag. Der eingesetzte 5,2-Liter-V12-Biturbo-Motor leistet im Valour 526 kW (715 PS) und 753 Nm und wird ausschließlich mit einem Sechsgang-Getriebe gekoppelt. Ein mechanisches Sperrdifferenzial, eine Edelstahl-Sportabgasanlage, Carbon-Keramik-Bremse mit 410er-Scheiben und Sechskolben-Sätteln vorn sowie 360er-Discs und Vierkolbensätteln hinten sind serienmäßig. Die 21 Zoll großen Schmiederäder sind mit Michelin-Pilot-Sport-S-5-Reifen in den Dimensionen 275/35 vorn und 325/30 hinten bezogen.

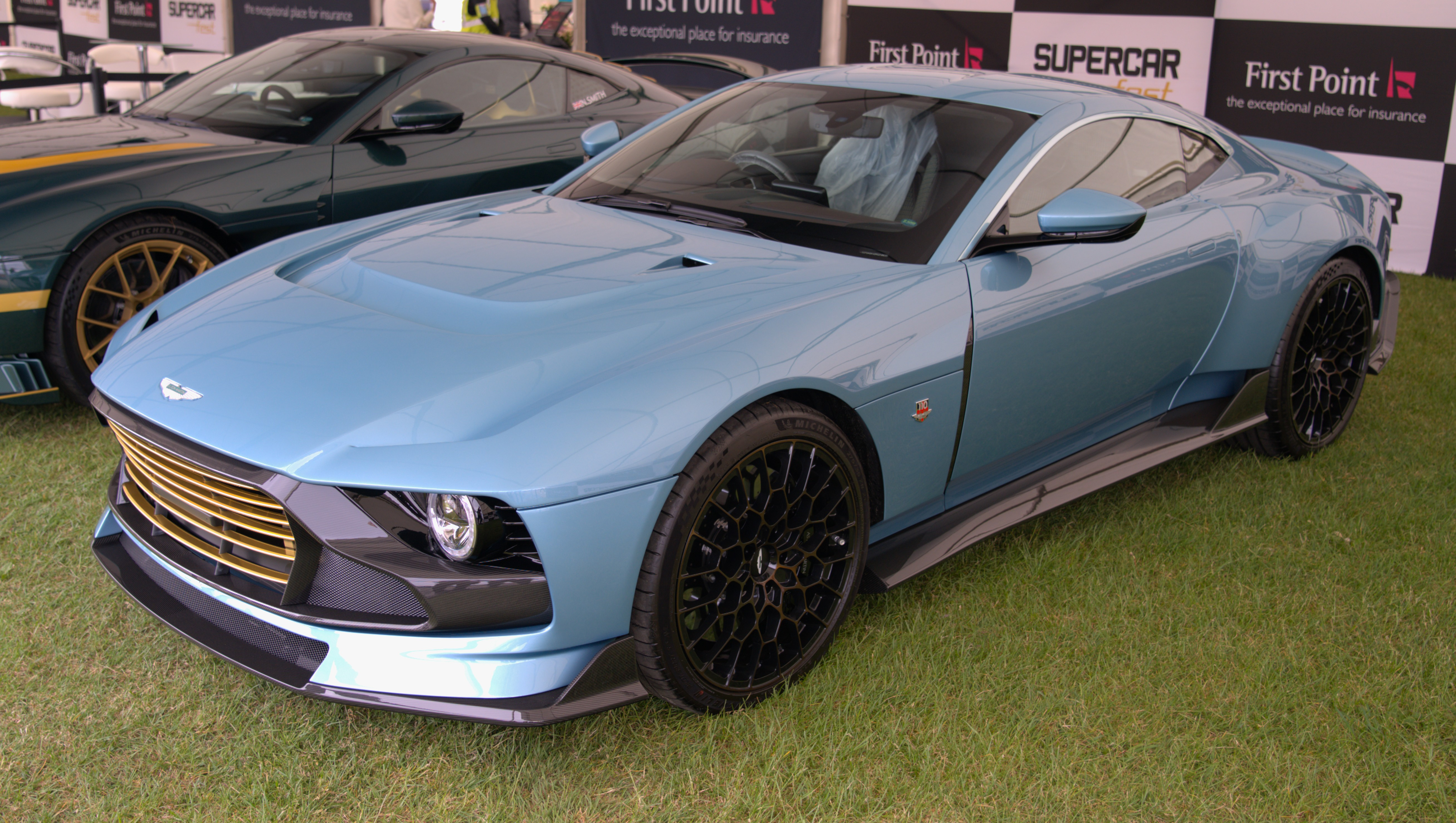
Valour

### Valiant
Auf Wunsch von Fernando Alonso entwickelte Aston Martin das Sondermodell Valiant, eine leichtere, sportlichere und extremere Version des Valour. Die Leistung erhöht sich um 30 PS auf 548 kW (745 PS) und 753 Nm. Neue Multimatic Adaptive Spool Valve Dämpfer können das Ansprechverhalten des Fahrwerks in weniger als sechs Millisekunden anpassen. Darauf abgestimmt gibt es beim Valiant die neuen Fahrmodi Sport, Sport+ und Track-. Durch 21 Zoll große Magnesiumfelgen mit vollflächiger Carbon-Verkleidung, einer Kardanwelle aus Magnesium, eine auf den Motorsport zugeschnittene Lithium-Ionen-Batterie und viele weitere Gewichtseinsparungen wiegt der Valiant rund 100 Kilogramm weniger als der Valour. Umrahmt von einem neuen Diffusor bekommt der Valiant eine Vierfach-Titan-Auspuffanlage. Durch einen neuen von den 70er Jahren inspirierten Heckflügel, gewellte Kotflügel und andere Aerodynamikdetails kommt der Valiant auf 383 kg Abtrieb. Der Valiant wird in einer Kleinserie von 38 Exemplaren ab dem vierten Quartal 2024 produziert. Kosten soll er zwei Millionen Pfund (~2,37 Millionen Euro).

Valiant

### Vantage GT3 und GT4
Auf Basis des Vantage entwickelte Aston Martin sowohl den Vantage GT3 als auch den Vantage GT4, die beide ausschließlich für die Rennstrecke konzipiert und für die GT3-, bzw. die GT4-Rennklasse homologiert wurden. Diese Versionen werden unter anderem beim 24-Stunden-Rennen auf dem Nürburgring und beim 24-Stunden-Rennen von Spa-Francorchamps eingesetzt.

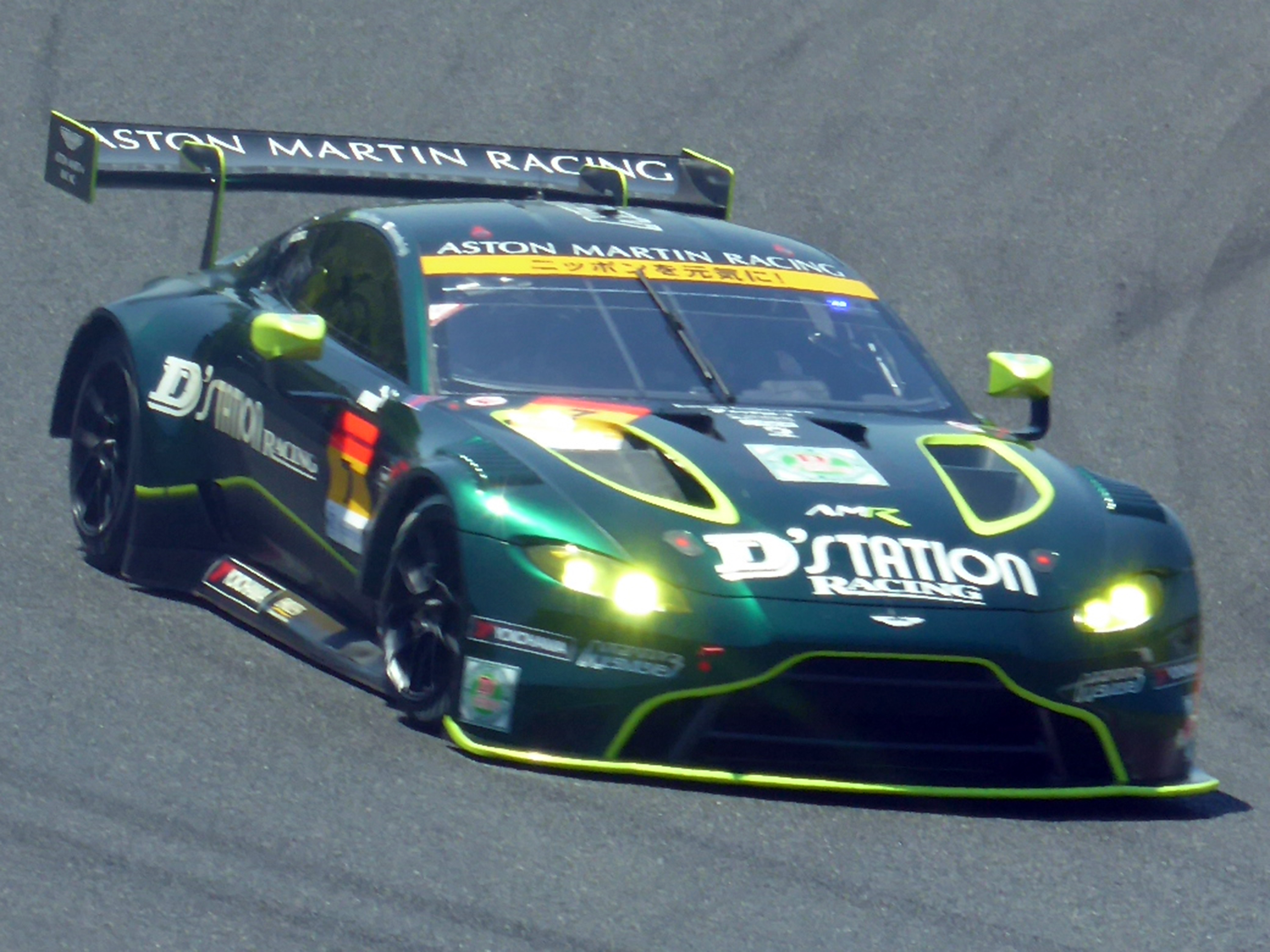
Vantage GT3 (Frontansicht)
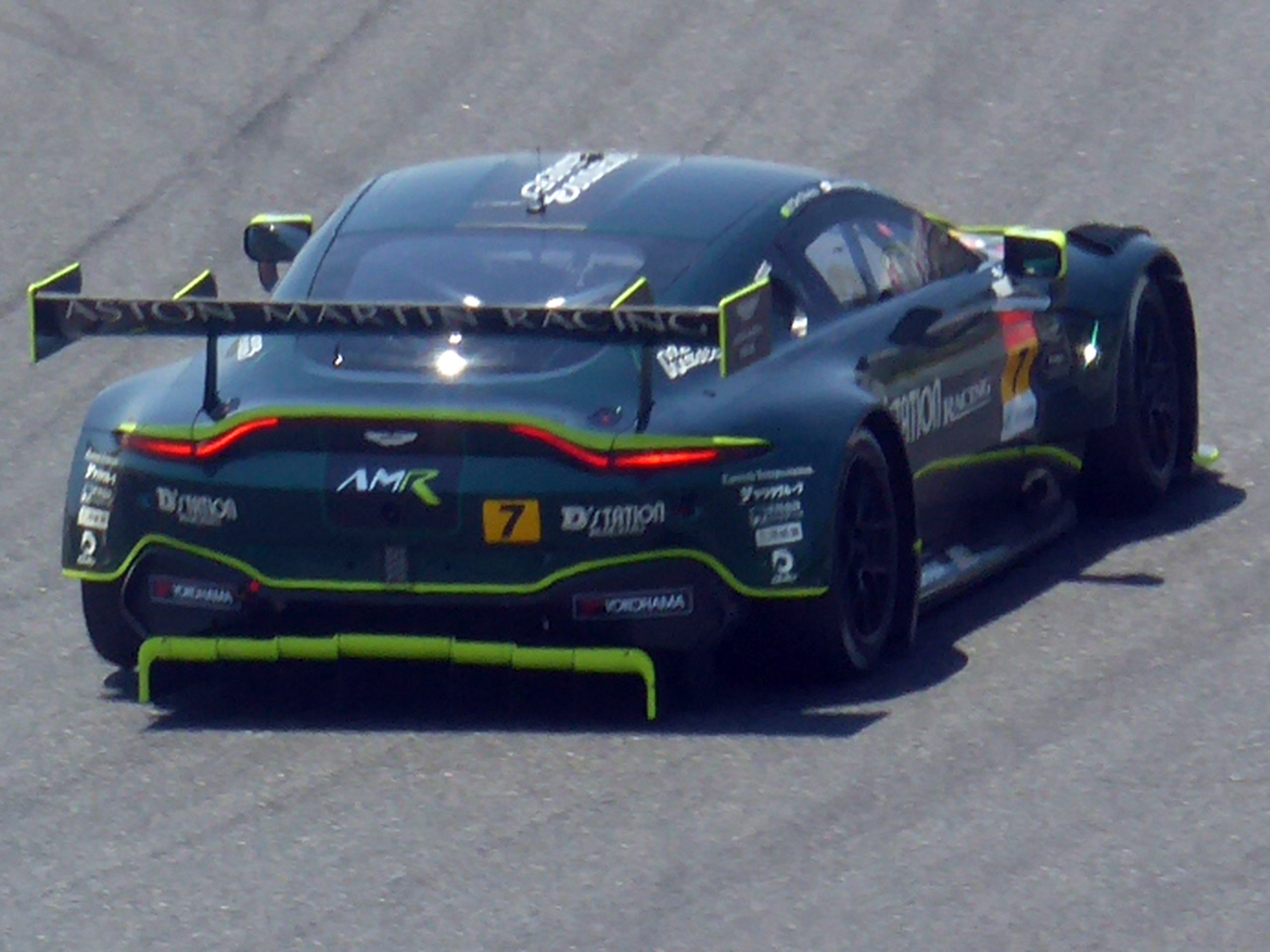
Vantage GT3 (Heckansicht)
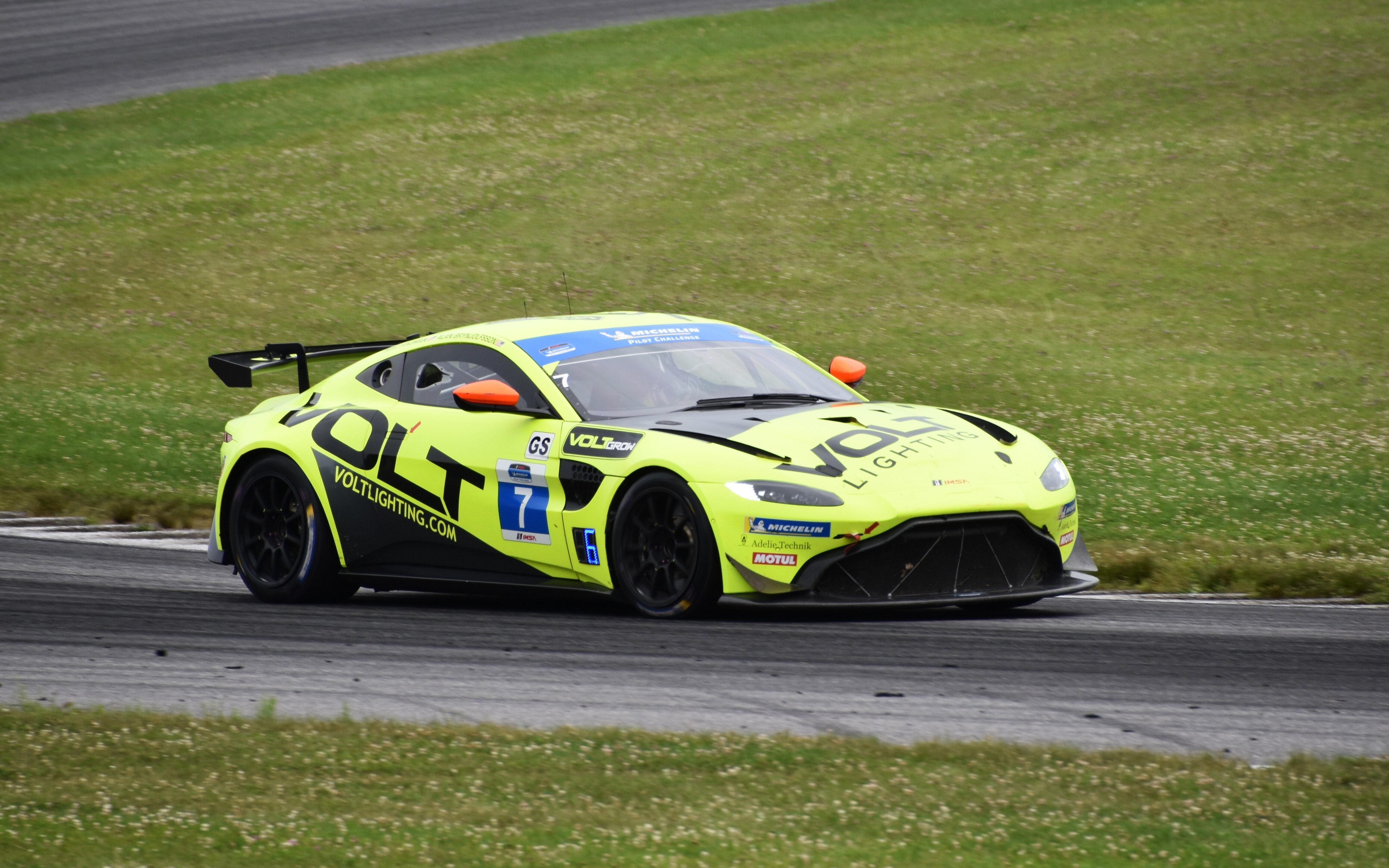
Vantage GT4 (Frontansicht)
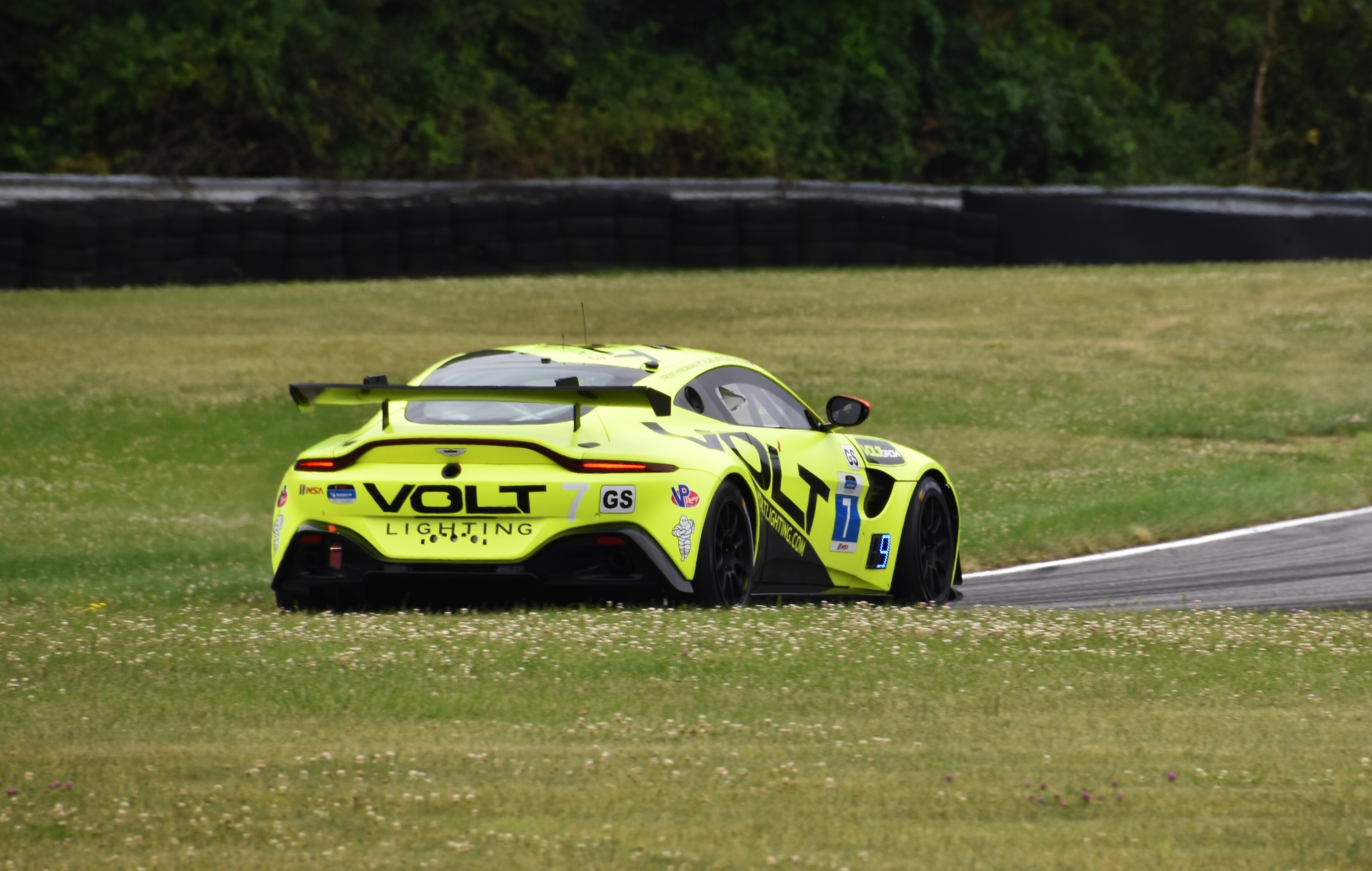
Vantage GT4 (Heckansicht)

### Vantage GTE
Für die Langstreckenrennen der WEC – inklusive dem 24-Stunden-Rennen von Le Mans – wurde der Vantage nach dem GTE-Reglement gebaut.

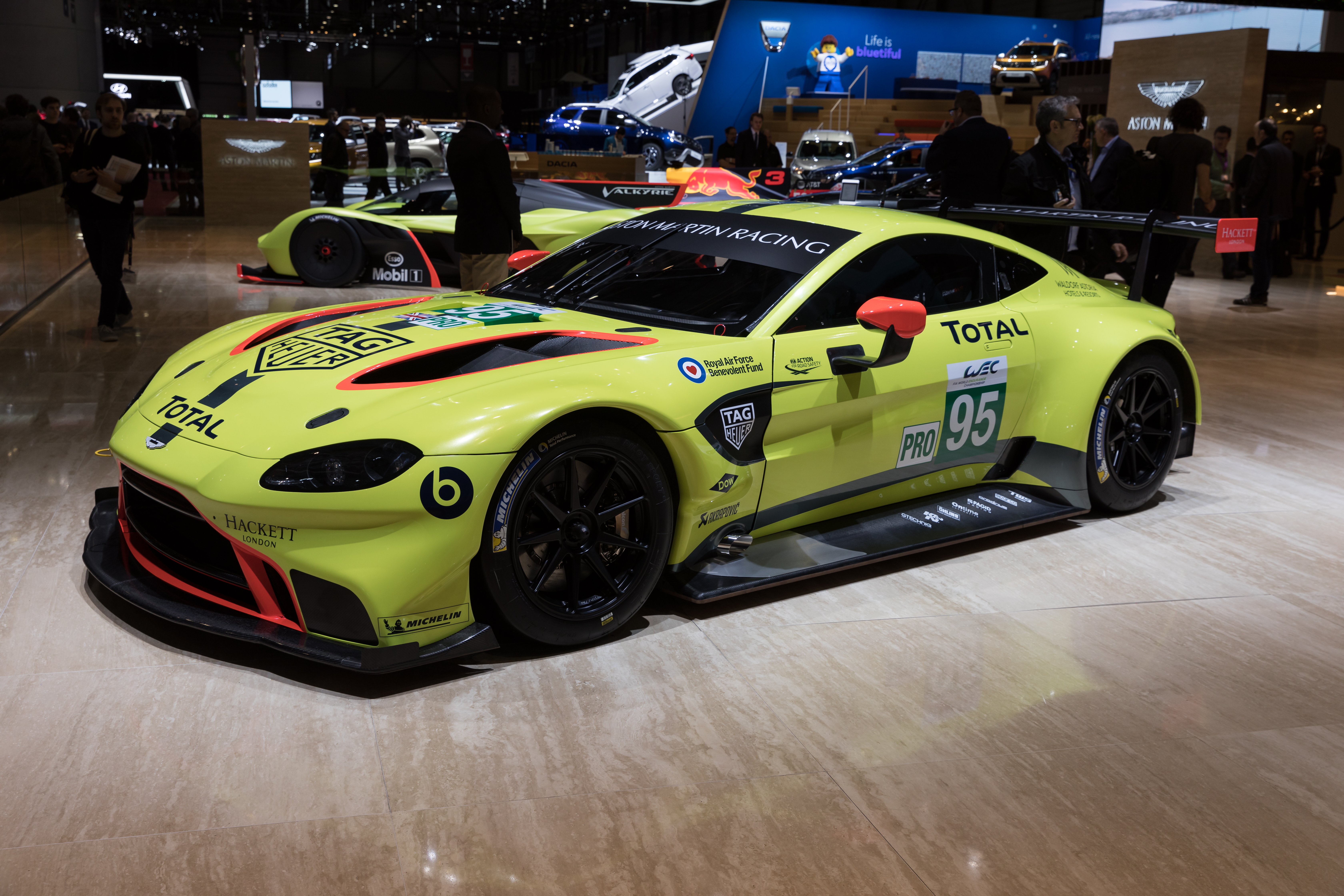
Vantage GTE (Frontansicht)
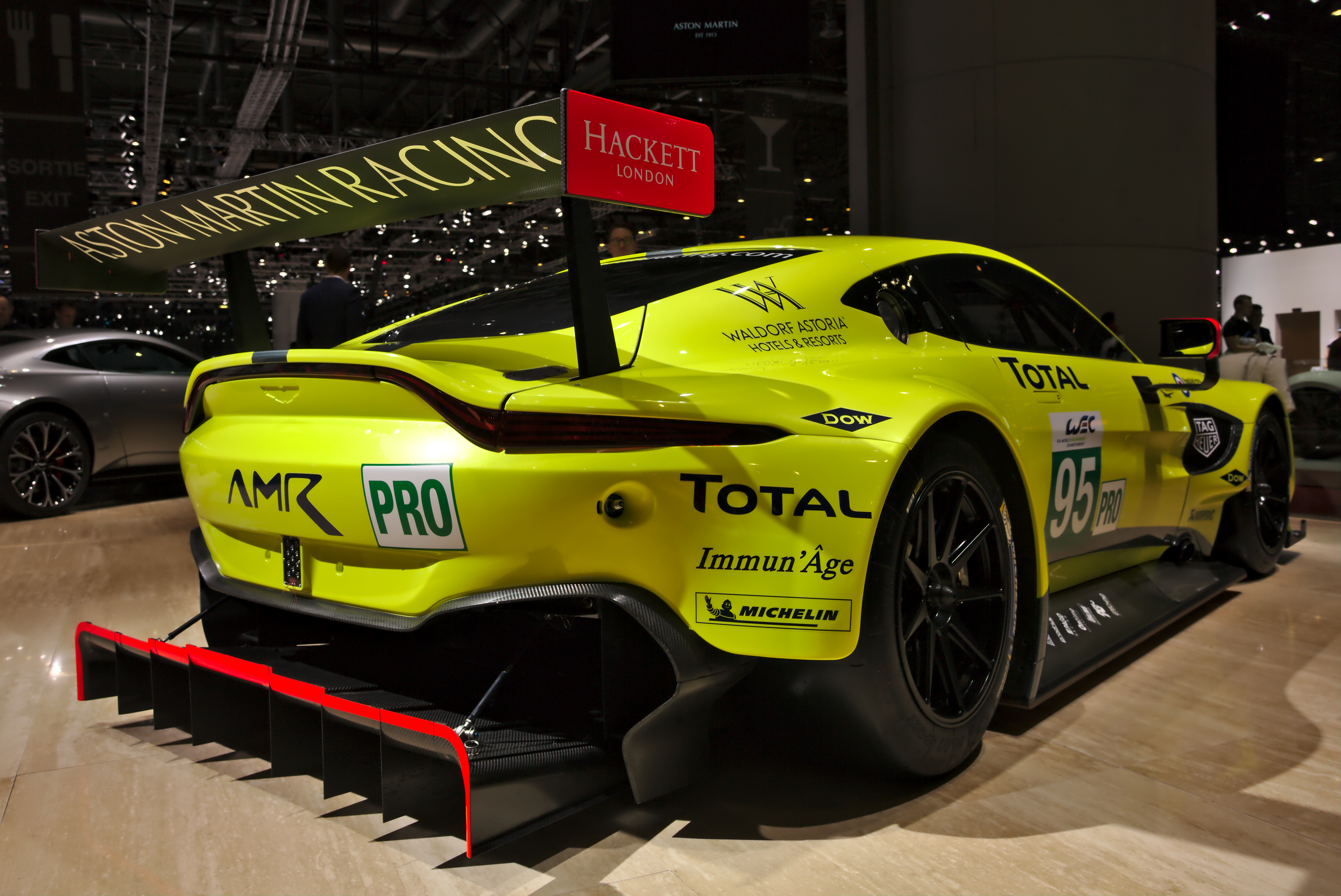
Vantage GTE (Heckansicht)

### Vantage DTM
Im Jahr 2019 war die äußere Form Vorbild für einen in der DTM eingesetzten Silhouetterennwagen.

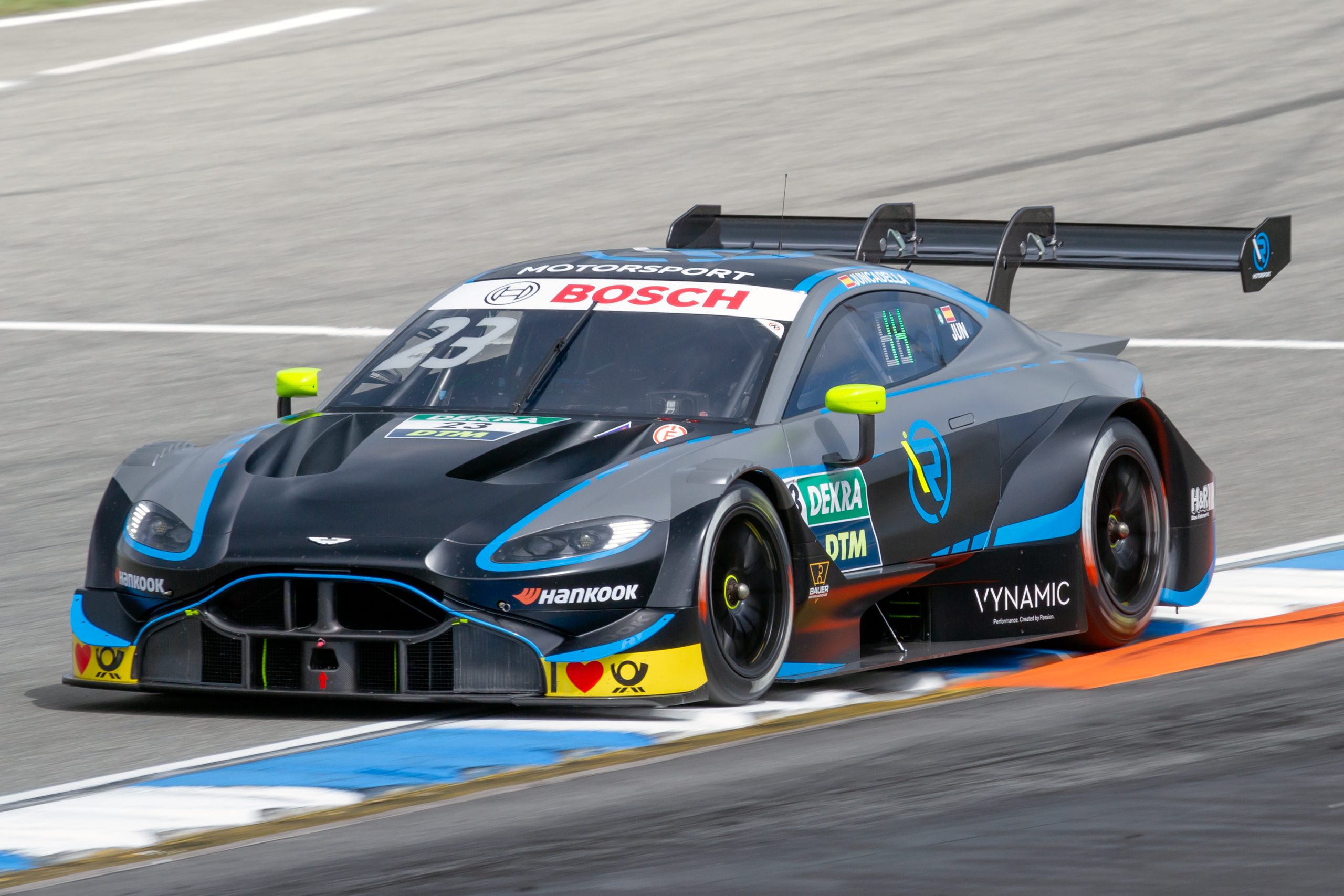
Vantage DTM (Frontansicht)
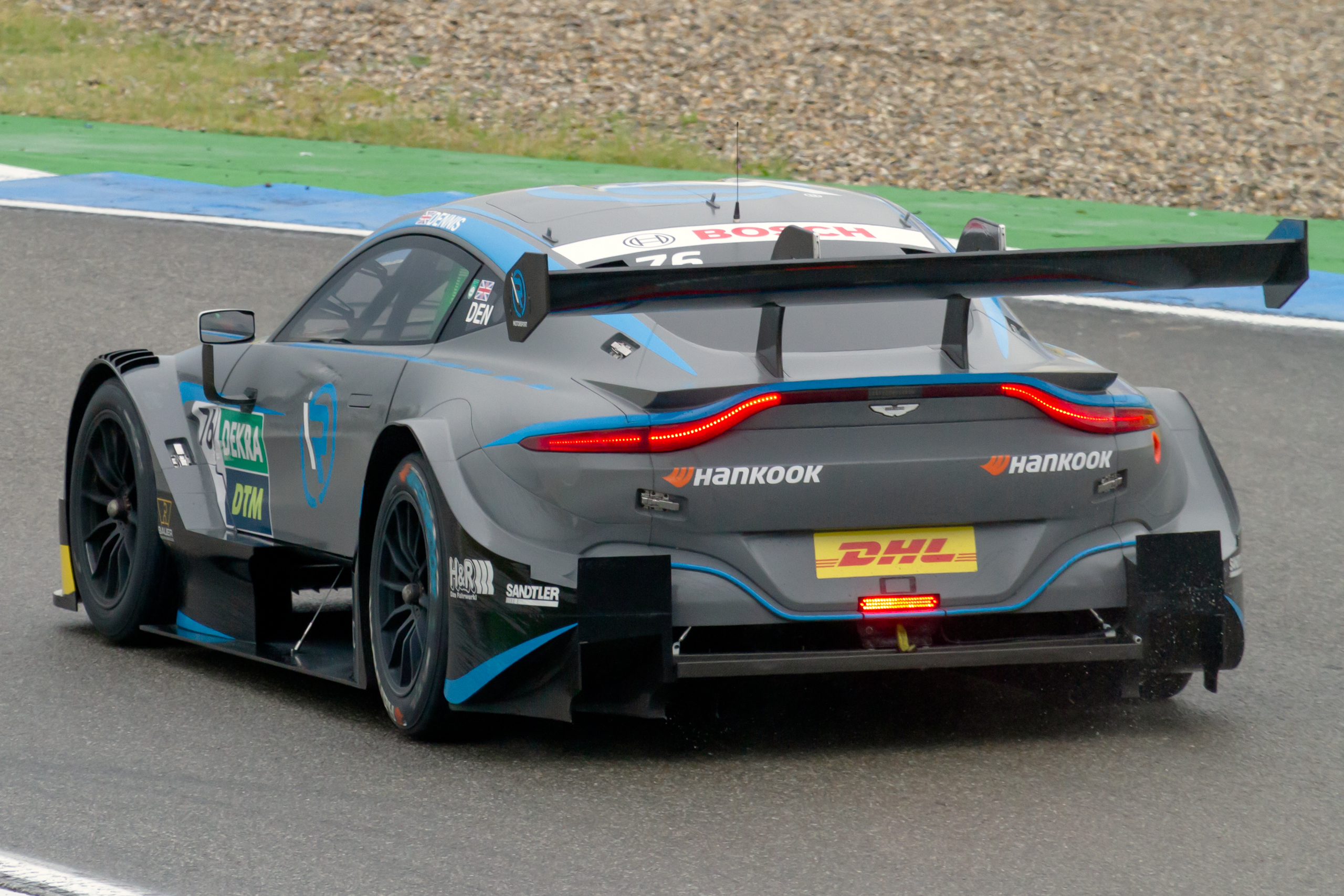
Vantage DTM (Heckansicht)

## Facelift 2024
Das im Februar 2024 präsentierte Facelift-Modell des Vantage wird nach wie vor von dem von AMG beigesteuerten Vierliter-V8-Ottomotor mit Biturboaufladung angetrieben, der jetzt allerdings maximal 489 kW (665 PS) und 800 Nm leistet. Damit beschleunigt er in 3,5 Sekunden von 0 auf 100 km/h und erreicht eine Höchstgeschwindigkeit von 325 km/h. Die Achsübersetzung wurde verkürzt, die Launch-Control optimiert, die Bremsanlage verstärkt und das Chassis versteift. Die Karosserie wuchs um 30 mm in die Breite, der Kühlergrill fällt um 38 Prozent größer aus. Der neue Frontsplitter soll für mehr Abtrieb sorgen. Die Felgen haben nun 21 Zoll Durchmesser (wie beim Sondermodell F1 Edition). Sie sind vorne 9,5 Zoll und hinten 11,5 Zoll breit.
Die modellgepflegte Roadster-Version stellte Aston Martin im Januar 2025 vor. Seit Juli 2025 gibt es außerdem die leistungsgesteigerte Version S für Coupé und Roadster.

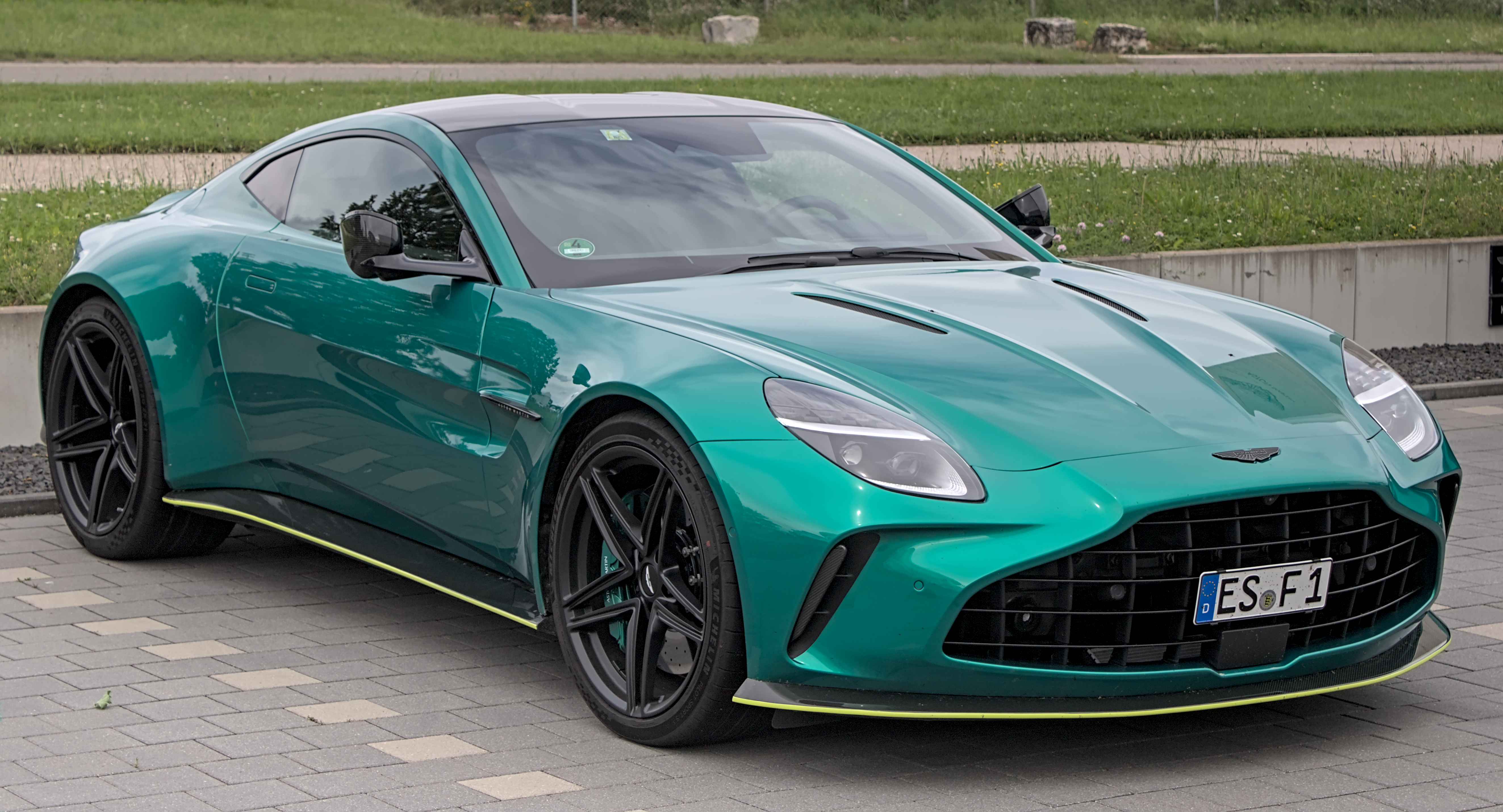
Aston Martin Vantage V8 (seit 2024)
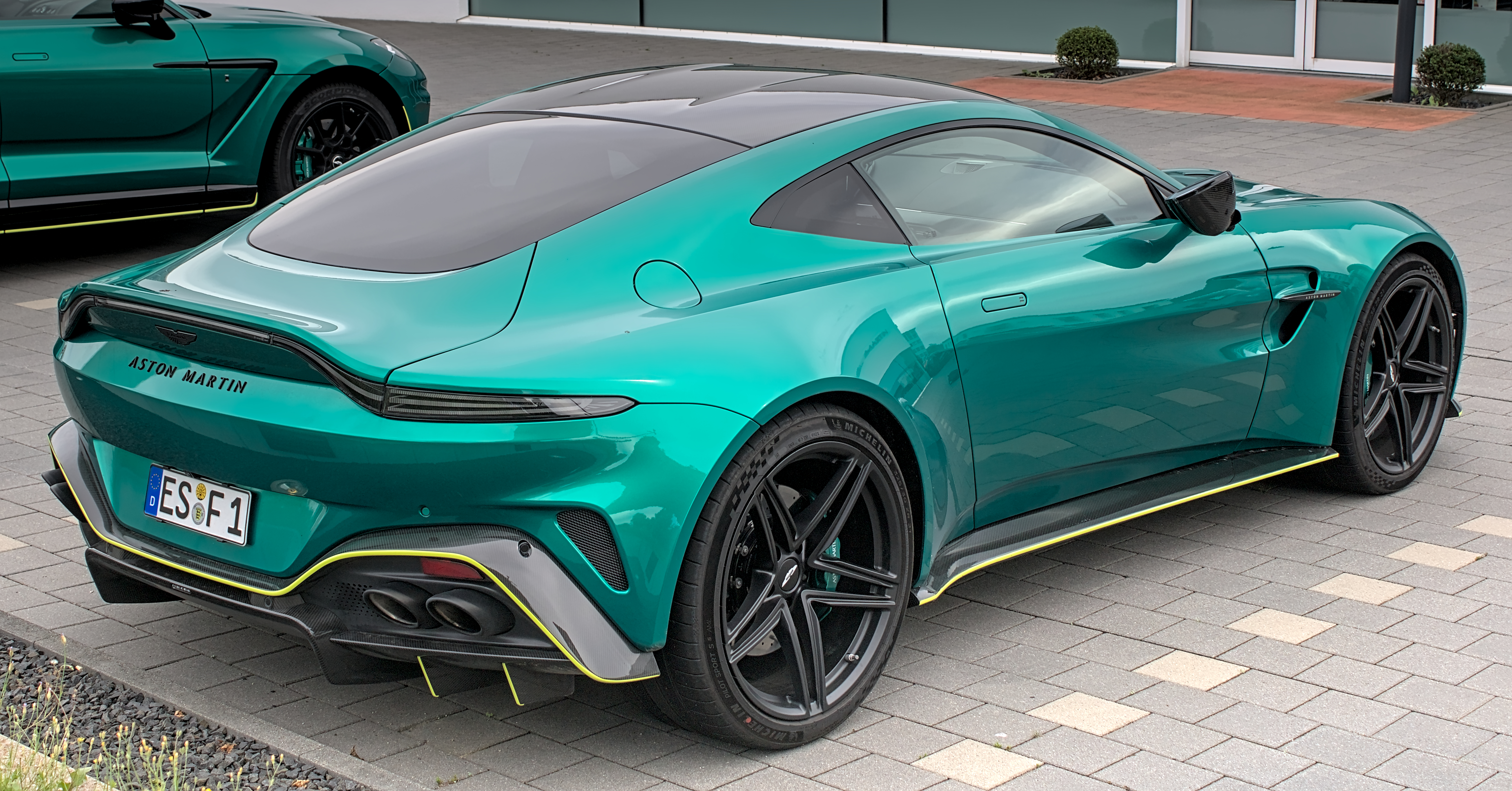
Vantage V8 (Facelift, Heckansicht)

Der Motor leistet rund 30 Prozent mehr als sein Vorgänger. Es handelt sich dabei um den größten Leistungsschub in der 73-jährigen Geschichte des Vantage. Der handgefertigte Twin-Turbo-V8 wurde dafür gründlich überarbeitet. Das Facelift-Modell ist 30 Millimeter länger und 103 Millimeter breiter, der Kühlergrill ist 38 Prozent größer und lässt knapp 30 Prozent mehr Luft zum Motor. Ein zusätzlicher Niedertemperaturkühler kooperiert mit dem Ladeluftkühler, zwei weitere Hilfskühler unterstützen den zentralen Hauptkühler. Auch der Ölkreislauf wurde modifiziert: Der externe Ölkühler für den Zusatzmotor hat nun die doppelte Oberfläche im Vergleich zu seiner vorherigen Version. Das und weitere Eingriffe wie neue Kolben im bekannten Vierliter-V8 und zwei größere Turbos sorgen für die Leistungssteigerung um 155 PS. Das Frontmotor-Hinterradantriebs-Layout blieb unverändert. Die Gewichtsverteilung liegt bei 50:50. Das elektronische Differential arbeitet von komplett gesperrt bis 100 Prozent offen in 135 Millisekunden.

## Technische Daten
|                            | Vantage V8 Coupé                 | Vantage V8 Roadster              | Vantage AMR                      | Vantage V8 F1 Edition Coupé      | Vantage V8 F1 Edition Roadster   | Vantage V8 Coupé              | Vantage V8 Roadster           | Vantage S Coupé               | Vantage S Roadster            | Vantage V12 Coupé             | Vantage V12 Roadster          | Valour                        | Valiant                       |
| -------------------------- | -------------------------------- | -------------------------------- | -------------------------------- | -------------------------------- | -------------------------------- | ----------------------------- | ----------------------------- | ----------------------------- | ----------------------------- | ----------------------------- | ----------------------------- | ----------------------------- | ----------------------------- |
| Bauzeitraum                | 11/2017–02/2024                  | 09/2020–02/2024                  | 05/2019–07/2023                  | 05/2021–02/2024                  | 05/2021–02/2024                  | seit 04/2024                  | seit 01/2025                  | seit 07/2025                  | seit 07/2025                  | 03/2022–09/2022               | 08/2022–09/2022               | seit 2023                     | seit Q4/2024                  |
| Motorkenndaten             |                                  |                                  |                                  |                                  |                                  |                               |                               |                               |                               |                               |                               |                               |                               |
| Zylinder/Motorbauart       | Achtzylinder-V-Motor             | Achtzylinder-V-Motor             | Achtzylinder-V-Motor             | Achtzylinder-V-Motor             | Achtzylinder-V-Motor             | Achtzylinder-V-Motor          | Achtzylinder-V-Motor          | Achtzylinder-V-Motor          | Achtzylinder-V-Motor          | Zwölfzylinder-V-Motor         | Zwölfzylinder-V-Motor         | Zwölfzylinder-V-Motor         | Zwölfzylinder-V-Motor         |
| Aufladung                  | zwei Abgasturbolader             | zwei Abgasturbolader             | zwei Abgasturbolader             | zwei Abgasturbolader             | zwei Abgasturbolader             | zwei Abgasturbolader          | zwei Abgasturbolader          | zwei Abgasturbolader          | zwei Abgasturbolader          | zwei Abgasturbolader          | zwei Abgasturbolader          | zwei Abgasturbolader          | zwei Abgasturbolader          |
| Ventilanzahl               | 32                               | 32                               | 32                               | 32                               | 32                               | 32                            | 32                            | 32                            | 32                            | 48                            | 48                            | 48                            | 48                            |
| Hubraum                    | 3982 cm³                         | 3982 cm³                         | 3982 cm³                         | 3982 cm³                         | 3982 cm³                         | 3982 cm³                      | 3982 cm³                      | 3982 cm³                      | 3982 cm³                      | 5204 cm³                      | 5204 cm³                      | 5204 cm³                      | 5204 cm³                      |
| Verdichtungsverhältnis     | 10,5 : 1                         | 10,5 : 1                         | 10,5 : 1                         | 10,5 : 1                         | 10,5 : 1                         | 8,6 : 1                       | 8,6 : 1                       | 8,6 : 1                       | 8,6 : 1                       | 9,3 : 1                       | 9,3 : 1                       | 9,3 : 1                       |                               |
| max. Leistung bei min−1    | 375 kW (510 PS) / 6000           | 375 kW (510 PS) / 6000           | 375 kW (510 PS) / 6000           | 393 kW (535 PS) / 6000           | 393 kW (535 PS) / 6000           | 489 kW (665 PS) / 6000        | 489 kW (665 PS) / 6000        | 500 kW (680 PS) / 6000        | 500 kW (680 PS) / 6000        | 515 kW (700 PS) / 6500        | 515 kW (700 PS) / 6500        | 526 kW (715 PS) / 6500        | 548 kW (745 PS) / 6500        |
| max. Drehmoment bei min−1  | 685 Nm / 2000–5000               | 685 Nm / 2000–5000               | 625 Nm / 2000–5000               | 685 Nm / 2000–5000               | 685 Nm / 2000–5000               | 800 Nm / 2000–5000            | 800 Nm / 2000–5000            | 800 Nm / 2000–5000            | 800 Nm / 2000–5000            | 753 Nm / 1800–6000            | 753 Nm / 1800–6000            | 753 Nm / 4000                 | 753 Nm / 4000                 |
| Kraftübertragung           |                                  |                                  |                                  |                                  |                                  |                               |                               |                               |                               |                               |                               |                               |                               |
| Antrieb                    | Transaxle-Hinterradantrieb       | Transaxle-Hinterradantrieb       | Transaxle-Hinterradantrieb       | Transaxle-Hinterradantrieb       | Transaxle-Hinterradantrieb       | Transaxle-Hinterradantrieb    | Transaxle-Hinterradantrieb    | Transaxle-Hinterradantrieb    | Transaxle-Hinterradantrieb    | Transaxle-Hinterradantrieb    | Transaxle-Hinterradantrieb    | Transaxle-Hinterradantrieb    | Transaxle-Hinterradantrieb    |
| Getriebe                   | 8-Stufen-Automatikgetriebe       | 8-Stufen-Automatikgetriebe       | 7-Gang-Schaltgetriebe            | 8-Stufen-Automatikgetriebe       | 8-Stufen-Automatikgetriebe       | 8-Stufen-Automatikgetriebe    | 8-Stufen-Automatikgetriebe    | 8-Stufen-Automatikgetriebe    | 8-Stufen-Automatikgetriebe    | 8-Stufen-Automatikgetriebe    | 8-Stufen-Automatikgetriebe    | 6-Gang-Schaltgetriebe         | 6-Gang-Schaltgetriebe         |
| Felgen vorne / hinten      | 9 J × 20 ET 48 / 11 J × 20 ET 55 | 9 J × 20 ET 48 / 11 J × 20 ET 55 | 9 J × 20 ET 48 / 11 J × 20 ET 55 | 9 J × 21 ET 48 / 11 J × 21 ET 55 | 9 J × 21 ET 48 / 11 J × 21 ET 55 | 9,5 J × 21 ET / 11,5 J × 21   | 9,5 J × 21 ET / 11,5 J × 21   | 9,5 J × 21 ET / 11,5 J × 21   | 9,5 J × 21 ET / 11,5 J × 21   | 9,5 J × 21 / 12 J × 21        | 9,5 J × 21 / 12 J × 21        | 9,5 J × 21 / 12 J × 21        | 9,5 J × 21 / 12 J × 21        |
| Reifen vorne / hinten      | 255/40 ZR20 / 295/35 ZR20        | 255/40 ZR20 / 295/35 ZR20        | 255/40 ZR20 / 295/35 ZR20        | 255/35 ZR21 / 295/30 ZR21        | 255/35 ZR21 / 295/30 ZR21        | 275/35 ZR21 / 325/30 ZR21     | 275/35 ZR21 / 325/30 ZR21     | 275/35 ZR21 / 325/30 ZR21     | 275/35 ZR21 / 325/30 ZR21     | 275/35 ZR21 / 325/30 ZR21     | 275/35 ZR21 / 325/30 ZR21     | 275/35 ZR21 / 325/30 ZR21     | 275/35 ZR21 / 325/30 ZR21     |
| Reifentyp                  | Pirelli P Zero (A6A)             | Pirelli P Zero (A6A)             | Pirelli P Zero (A6A)             | Pirelli P Zero (A6A)             | Pirelli P Zero (A6A)             | Michelin Pilot Sport 5S (A6A) | Michelin Pilot Sport 5S (A6A) | Michelin Pilot Sport 5S (A6A) | Michelin Pilot Sport 5S (A6A) | Michelin Pilot Sport 4S (A6A) | Michelin Pilot Sport 4S (A6A) | Michelin Pilot Sport 5S (A6A) | Michelin Pilot Sport 5S (A6A) |
| Messwerte                  |                                  |                                  |                                  |                                  |                                  |                               |                               |                               |                               |                               |                               |                               |                               |
| Beschleunigung 0–100 km/h  | 3,6 s                            | 3,8 s                            | 4,0 s                            | 3,6 s                            | 3,7 s                            | 3,5 s                         | 3,6 s                         | 3,5 s                         | 3,5 s                         | 3,5 s                         | 3,6 s                         | 3,4 s                         |                               |
| Höchstgeschwindigkeit vmax | 314 km/h                         | 305 km/h                         | 314 km/h                         | 314 km/h                         | 305 km/h                         | 325 km/h                      | 325 km/h                      | 325 km/h                      | 325 km/h                      | 322 km/h                      | 322 km/h                      | 322 km/h                      |                               |
| Leergewicht                | 1530 kg                          | 1628 kg                          | 1530 kg                          | 1570 kg                          | 1645 kg                          | 1745 kg                       | 1805 kg                       | 1745 kg                       |                               | 1795 kg                       | 1855 kg                       | 1780 kg                       |                               |
| Tankinhalt                 | 73 l                             | 73 l                             | 73 l                             | 73 l                             | 73 l                             | 73 l                          | 73 l                          | 73 l                          | 73 l                          | 73 l                          | 73 l                          | 73 l                          |                               |
| EU-Normverbrauch/100 km    | 10,3 l                           |                                  | 10,3 l                           | 11,6 l                           | 11,6 l                           | 12,1 l                        | 12,3 l                        | 12,1 l                        |                               | 13,5 l                        | 13,5 l                        | 15,1 l                        |                               |
| CO2-Ausstoß                | 236 g/km                         | 262 g/km                         | 236 g/km                         | 264 g/km                         | 263 g/km                         | 274 g/km                      | 279 g/km                      | 274 g/km                      |                               | 315 g/km                      | 315 g/km                      | 340 g/km                      |                               |